# Lazdijai
Lazdijai anhörenⓘ (deutsch Lasdien, polnisch Łoździeje) ist eine Stadt und Sitz der gleichnamigen Rajongemeinde im Bezirk Alytus in der historischen Region Dzūkija im südlichen Litauen. Innerhalb der Rajongemeinde bildet Lazdijai einen eigenen städtischen Amtsbezirk (miesto seniūnija).
Auf der Grenze nach Polen liegt der See Galadusys. Die Gemeinde besitzt eine Fläche von 1309,39 km² und hat 27.000 Einwohner. Das Stadtgebiet umfasst 4,18 km².

## Orte
– hinter dem Strich die Einwohnerzahlen –
Die Rajongemeinde Lazdijai umfasst
- zwei Städte (miestai):
  - Lazdijai – 5140
  - Veisiejai – 1762
- sechs Städtchen (miesteliai):
  - Kapčiamiestis – 691
  - Krosna – 401
  - Rudamina
  - Seirijai – 933
  - Šeštokai – 755
  - Šventežeris
- und 350 Dörfer (kaimai), unter anderem:
  - Kailiniai – 505
  - Lazdijų kaimas (Lazdijai Dorf) – 493
  - Teizai – 341
  - Verstaminai – 310
  - Liškiava – 35

## Verwaltungsgliederung

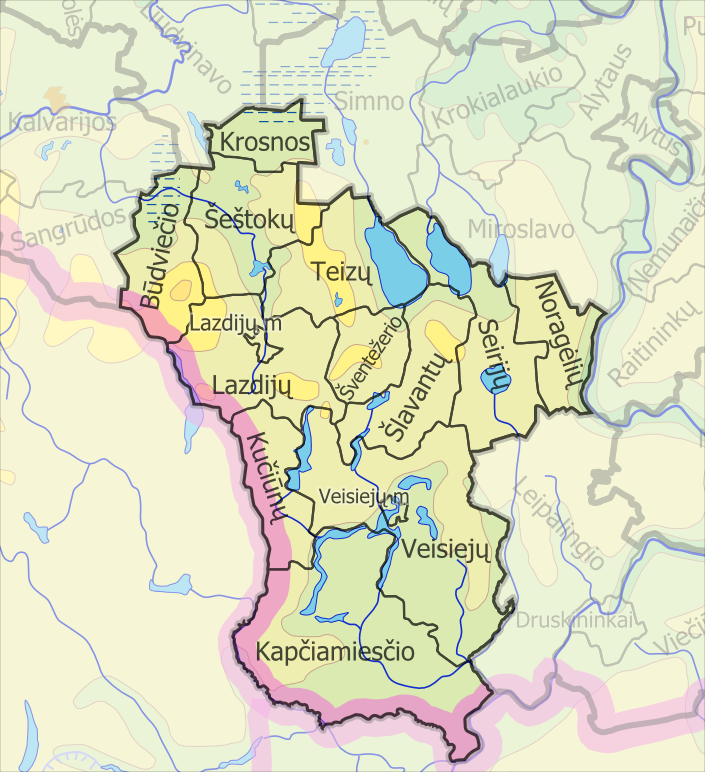
Seniūnijos der Rajongemeinde Lazdijai
Alle Namen stehen im Genitiv, als Attribut zu seniūnija.

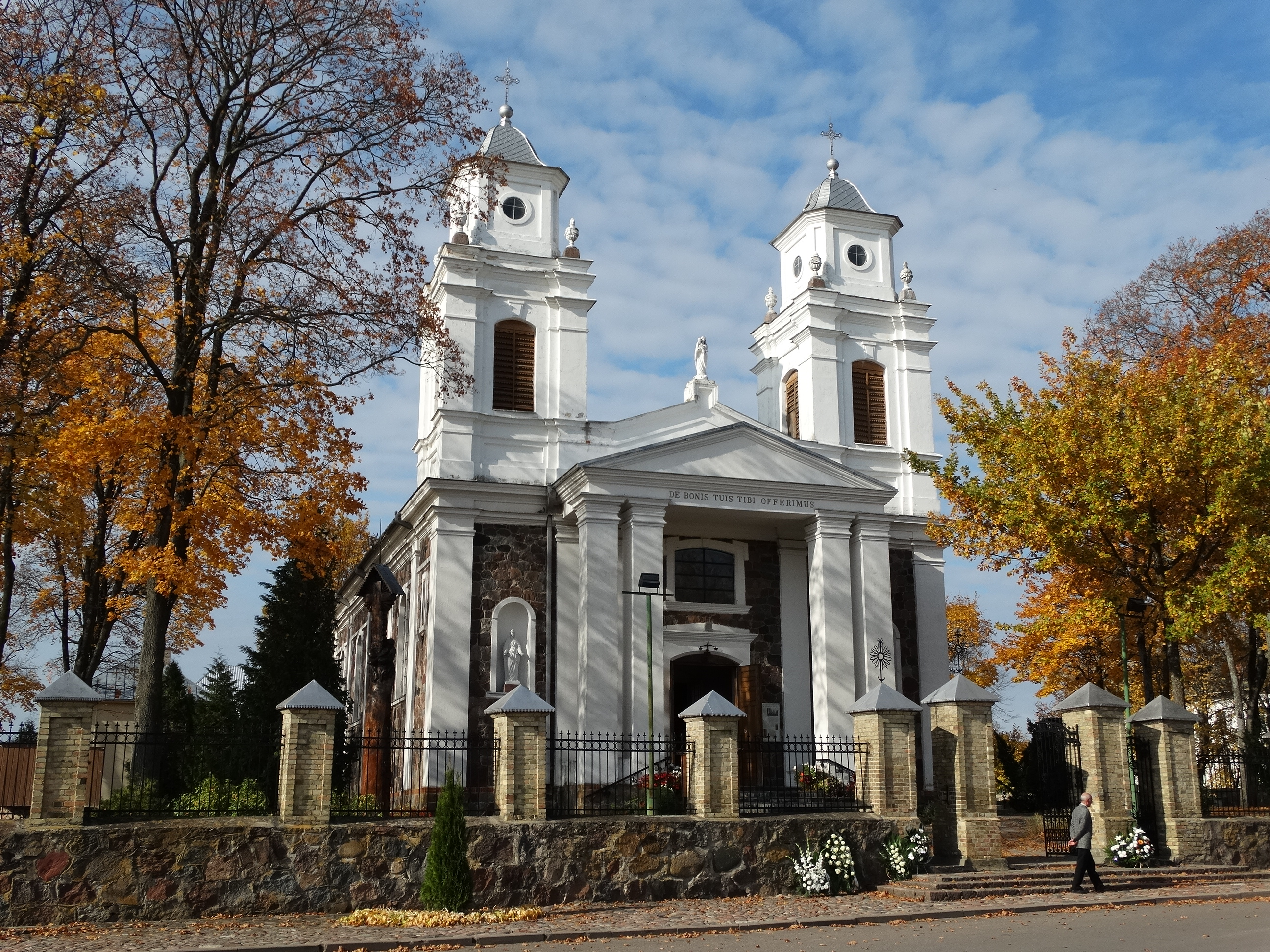
St.-Anna-Kirche Lazdijai, erbaut 1894/95

Lazdijai ist in 14 Ämter (seniūnijos) gegliedert.
Sofern nicht anders angegeben, ist der namengebende Ort auch der Amtssitz:
- Būdviečio seniūnija (Amtssitz Aštrioji Kirsna)
- Kapčiamiestis
- Krosna
- Kučiūnai
- Lazdijai Land
- Lazdijai Stadt
- Noragėliai
- Seirijai
- Šeštokai
- Šlavantų seniūnija (Amtssitz Avižieniai)
- Šventežeris
- Teizai
- Veisiejai Land
- Veisiejai Stadt

## Partnergemeinden
- Łuków, Polen

## Persönlichkeiten
- Joseph Achron (1886–1943), US-amerikanischer Komponist und Violinist
- Zenonas Rokus Rudzikas (1940–2011), Physiker und Präsident der Wissenschaftsakademie Litauens
- Gytis Andrulionis (* 1978), Jurist, stellvertretender Justizminister Litauens